# Va e vieni
Il va e vieni è un presidio medicale che viene utilizzato per la ventilazione artificiale, consiste in un "pallone” (un sacco di gomma) non autoespandibile che necessita, per il suo utilizzo, di essere collegato ad una fonte di gas quali aria ed ossigeno.

## Descrizione e funzionamento
Il gas entrando nel pallone, lo gonfia, consentendo all'operatore, attraverso una compressione manuale dello stesso, di insufflare aria nei polmoni. 
Come per il pallone autoespandibile (AMBU), può essere collegato a varie interfacce (tubo endotracheale, maschera facciale ecc.), ma a differenza di quest'ultimo non dispone di valvole unidirezionali bensì di una valvola (valvola di Marangoni) per modulare la pressione della miscela di gas che viene erogata. 
L'utilizzo di questo presidio può comportare un certo rebreathing (ri-respiro di aria espirata), in quanto la riespansione del pallone avviene in parte attraverso la fonte di gas a cui è collegato ma anche attraverso l'aria espirata dal paziente, con un rischio di accumulo di anidride carbonica. Palloni di questo tipo sono disponibili anche sui ventilatori meccanici utilizzati nelle sale operatorie che, essendo spesso utilizzati a circuito chiuso a bassi flussi per ridurre al minimo il consumo dei costosi gas anestetici, sono dotati di un sistema chimico di eliminazione della CO2 (con un contenitore con calce sodata che fissa la CO2); in questo caso il fenomeno del rebreathing della CO2 non è presente. 

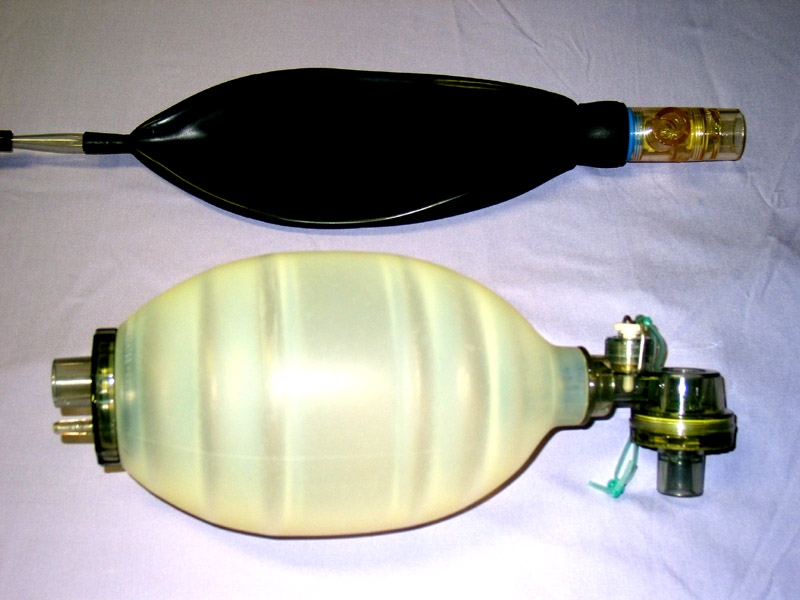
Un va e vieni (sopra) e un pallone ambu (sotto)

In alcuni casi (insufficienza respiratoria acuta ipossica, arresto cardiocircolatorio, edema polmonare acuto, attacco asmatico acuto, traumi toracici, patologie polmonari, ecc.) è preferibile un più corretto reclutamento del parenchima polmonare attraverso l'utilizzo di una valvola che consenta di mantenere una pressione positiva di fine espirazione (valvola di sovra-pressione o APL).